# Морган Сити (Луизијана)
Морган Сити (енгл. Morgan City) град је у америчкој савезној држави Луизијана.

## Демографија
По попису из 2010. године број становника је 12.404, што је 299 (-2,4%) становника мање него 2000. године.
| Група             | 2000.         | 2010.         |
| Белци             | 8.814 (69,4%) | 7.996 (64,5%) |
| Афроамериканци    | 3.036 (23,9%) | 2.922 (23,6%) |
| Азијати           | 130 (1,0%)    | 224 (1,8%)    |
| Хиспаноамериканци | 428 (3,4%)    | 966 (7,8%)    |
| Укупно            | 12.703        | 12.404        |